# Весели-над-Моравоу
Весели-над-Моравоу (чеш. Veselí nad Moravou, (нем. Wesseli an der March, Wessele, Wesele) — город в Чехии, района Годонин на юго-востоке Моравии, в Южноморавском крае, на реке Мораве, лежит в районе именуемом Моравская Словакия. Община с расширенными полномочиями.
Расположен в 15 км к югу от Угерске-Градиште и в 25 км к северо-востоку от Годонина.
В составе Весели-над-Моравоу три района Милокош, Весели-над- Моравоу и Заразице.
Площадь — 3545 га.

## Население
Население 11 006 жителей (2019).
| Год  | Численность | Численность |
| ---- | ----------- | ----------- |
| 1869 | 4677        | [ 5 ]       |
| 1880 | 4894        | [ 5 ]       |
| 1890 | 5120        | [ 5 ]       |
| 1900 | 5542        | [ 5 ]       |
| 1910 | 5676        | [ 5 ]       |
| 1921 | 5795        | [ 5 ]       |
| 1930 | 6250        | [ 5 ]       |
| 1950 | 6237        | [ 5 ]       |
| 1961 | 7387        | [ 5 ]       |
| 1970 | 10 512      | [ 5 ]       |
| 1980 | 12 464      | [ 5 ]       |
| 1991 | 12 516      | [ 5 ]       |
| 2001 | 12 256      | [ 5 ]       |
| 2011 | 11 266      | [ 5 ]       |
| 2014 | 11 357      | [ 6 ]       |
| 2016 | 11 229      | [ 7 ]       |
| 2017 | 11 160      | [ 8 ]       |
| 2018 | 11 116      | [ 9 ]       |
| 2019 | 11 006      | [ 10 ]      |
| 2020 | 10 889      | [ 11 ]      |
| 2021 | 10 807      | [ 12 ]      |
| 2022 | 10 577      | [ 13 ]      |
| 2023 | 10 642      | [ 14 ]      |
| 2024 | 10 623      | [ 3 ]       |

## История
Есть предположение, что свою историю город начинает ещё в XI веке с пограничного городища. 1261 годом датируется первое упоминание о городе. Тогда Судомир из Бржецлава получил привилегию на эти земли от короля Богемии Пржемысла Отакара II. В начале XIV века город захватил венгерский магнат Матуш Чак, которого называют некоронованным королём Венгрии (центральной и западной частей современной Словакии, которую когда-то называли Верхней Венгрией). В 1314 году он совершит поход в Моравию и напал в том числе на Весели-над-Моравоу. В 1315 году Иоганн Люксембургский отбил город. Впоследствии город захватил король Венгрии Матвей Корвин. С начала XVI века в городе поселились чешские братья. В XVII веке город подвергался неоднократным осадам, пожарам и разрушениям. В начале XIX века город значительно пострадал от двух больших пожаров.
По состоянию на 1850 г. в общине Весели-над-Моравоу проживали 3629 человек. Отдельно от него было ещё городское предместье и еврейская община, которые имели собственные самоуправляющиеся властные структуры. 27 июня 1919 года все отдельные общины были объединены в единую городскую общину.
В 1879 г. в город была проведена узкоколейка, которая соединяла его с обычной железной дорогой. С XIX века до 1918 года город был одним из населённых пунктов, где размещались подразделения австро-венгерской армии.

## Города-побратимы
- Креспеллано, Италия
- Малацки, Словакия
- Жнин, Польша

## Галерея

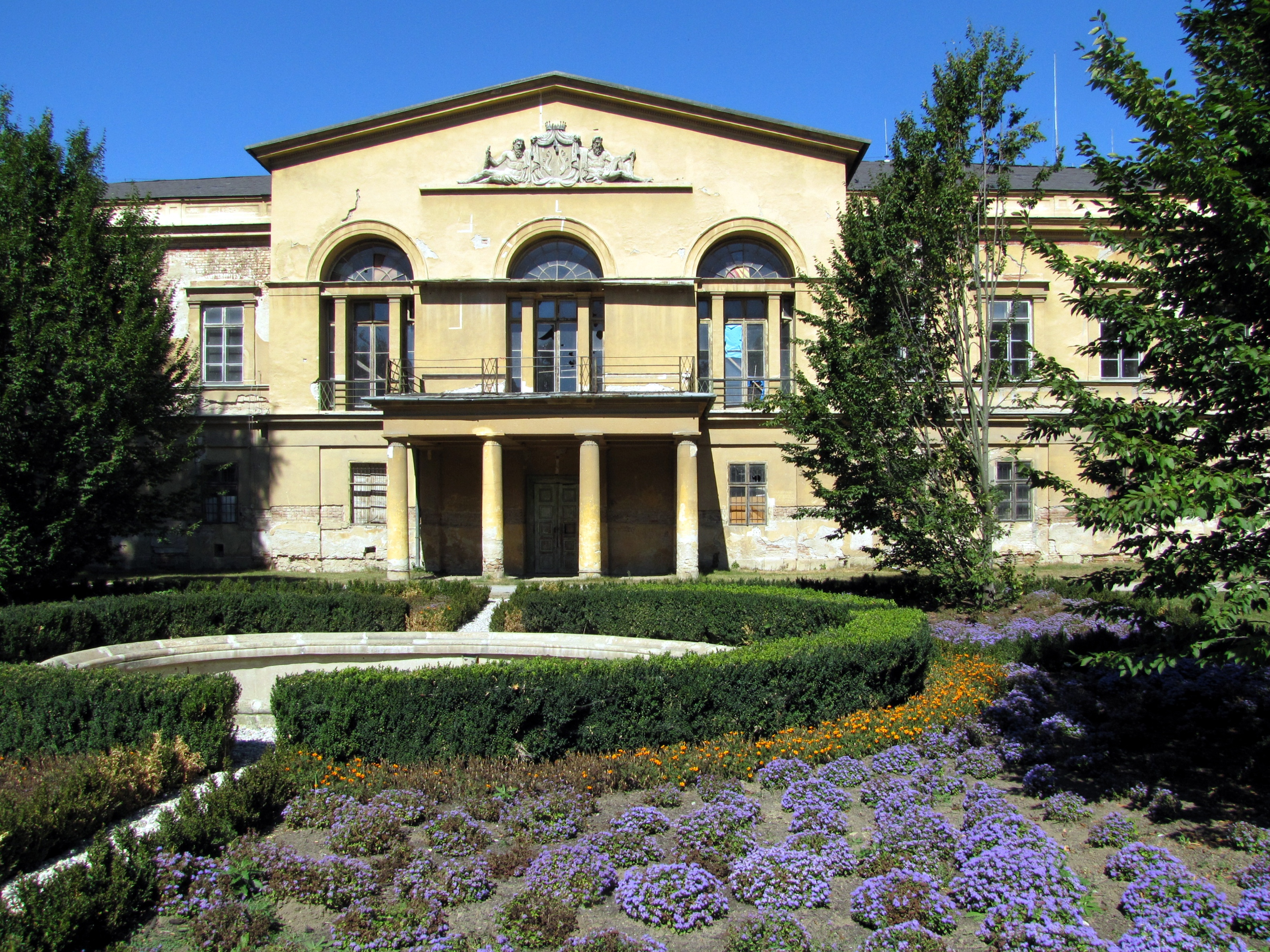
Замок
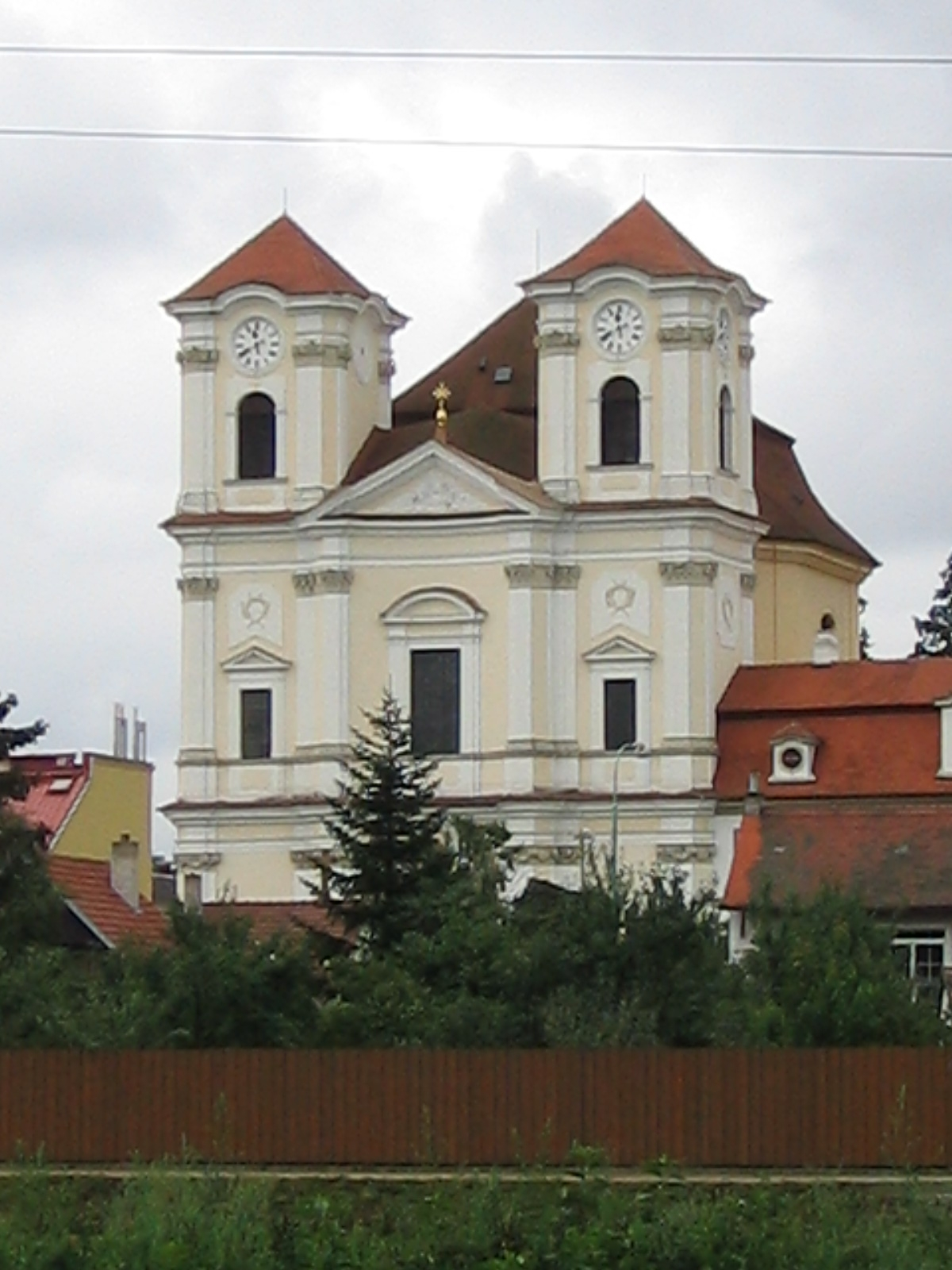
Костёл Ангелов Хранителей
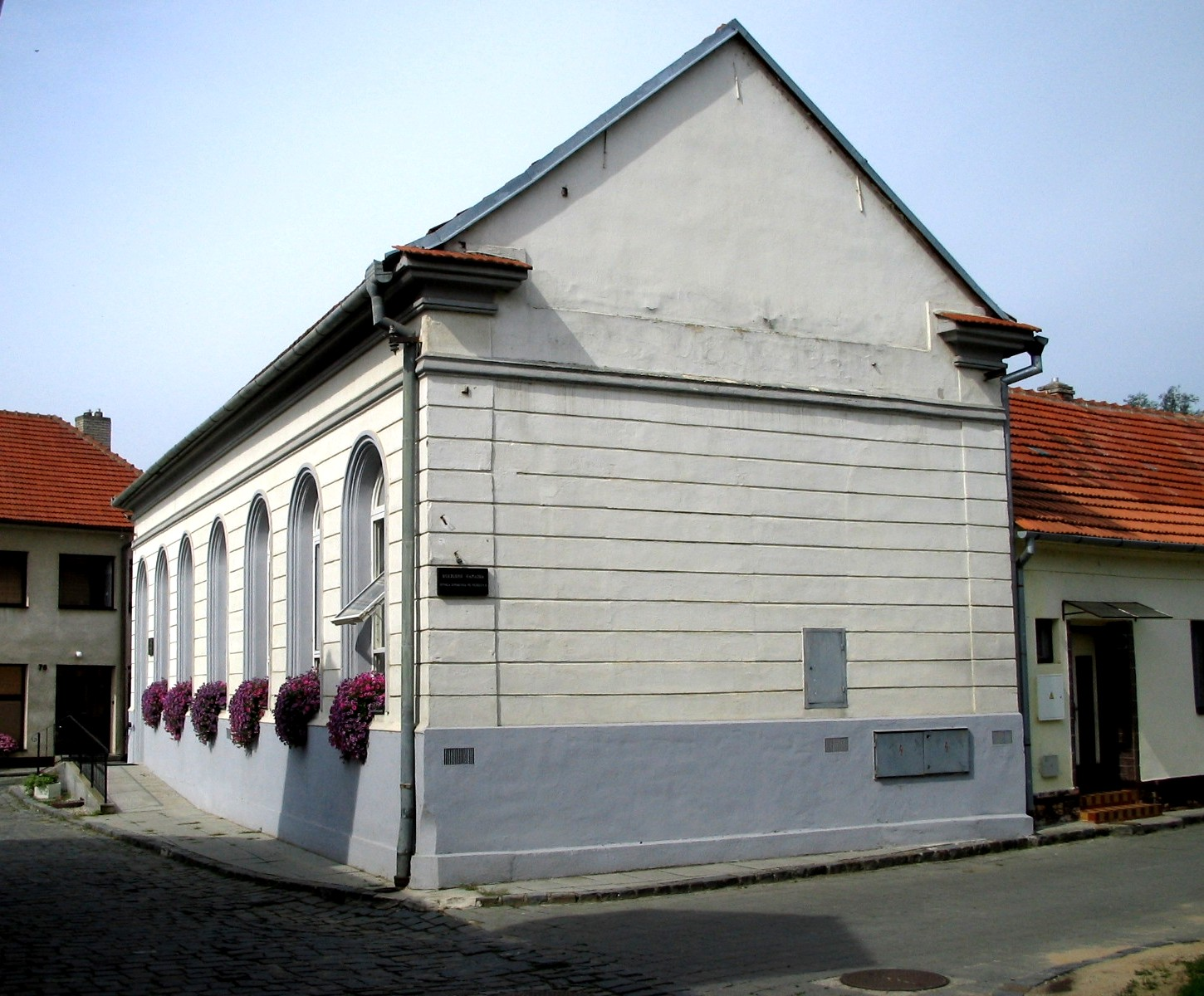
Бывшая синагога
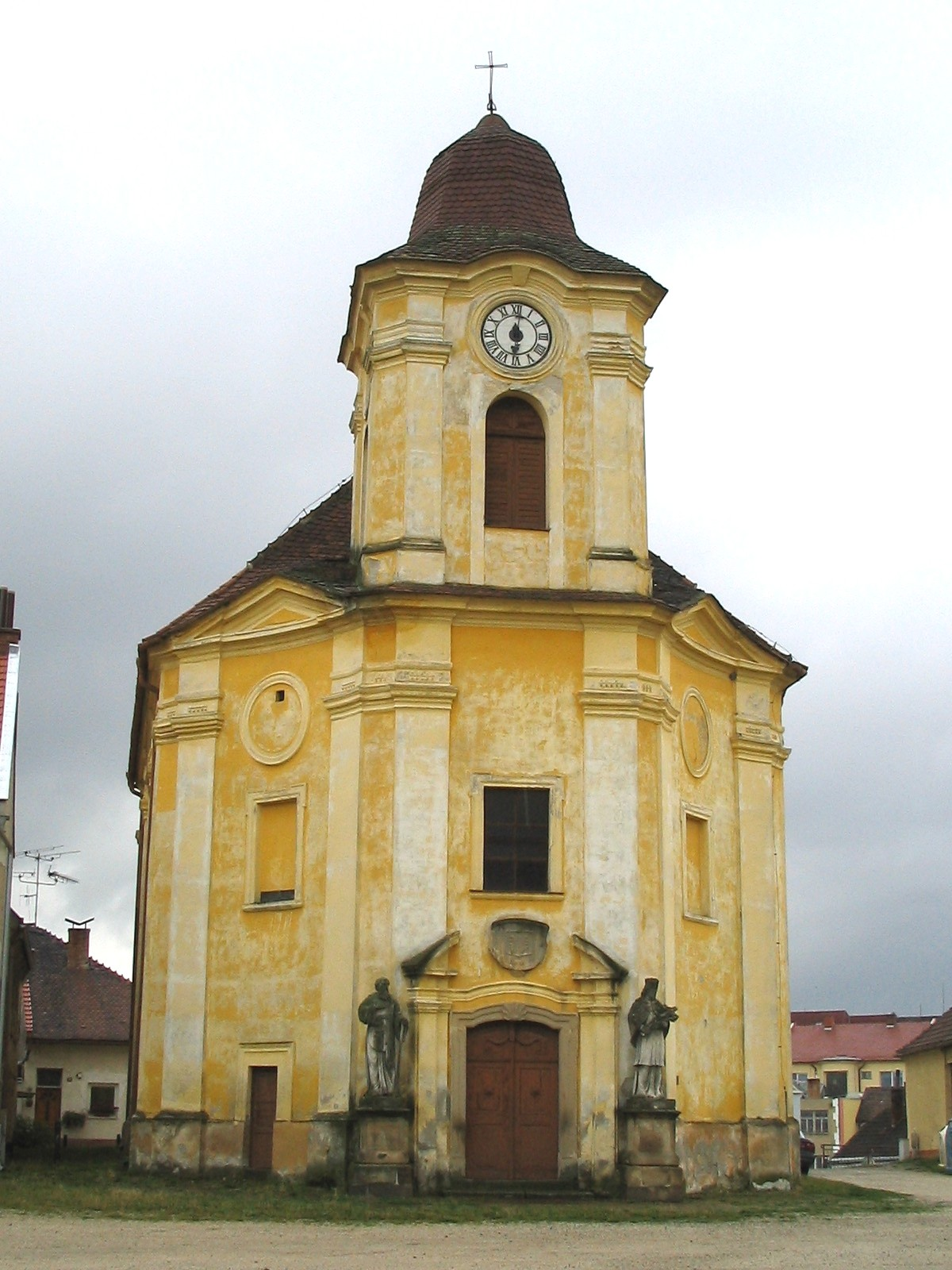
Костёл святого Бартоломея